# Melampyrum klebelsbergianum
Melampyrum klebelsbergianum là loài thực vật có hoa thuộc họ Cỏ chổi. Loài này được Soó mô tả khoa học đầu tiên năm 1927.